# Menahem (roi d'Israël)
Pour les articles homonymes, voir Menahem.
Menahem ou Menakhem (מְנַחֵם), fils de Gadi, est roi d’Israël pendant environ 10 ans au milieu du VIIIe siècle av. J.-C.

## Présentation
Il assassine le souverain de Samarie, Shallum (ou Sellum), et monte sur le trône à sa place. Son fils Peqahya lui succèdera.

### Règne
Pour se rendre maître du pays, il se livre à des massacres abominables.
L'auteur biblique reproche à Menahem sa complaisance vis-à-vis des idoles, à l'image de la plupart des rois d'Israël.
Son royaume est envahi par Teglath-Phalasar III, roi d'Assyrie, à qui il paie un tribut de 1000 talents d'argent.
Menahem régna de -745 à -738 selon William F. Albright ou de -752 à -742 selon Edwin R. Thiele.